# Valley (Alabama)
Valley è un comune degli Stati Uniti d'America situato nella contea di Chambers dello Stato dell'Alabama.